# Naundorf (Grimma)
Naundorf ist ein zur Ortschaft Höfgen der Großen Kreisstadt Grimma gehöriges Dorf im Landkreis Leipzig in Sachsen. Es wurde am 1. Juli 1950 nach Schkortitz eingemeindet, mit dem es am 1. Juli 1973 zu Höfgen und am 1. Januar 1994 zur Stadt Grimma kam.

## Geographie

### Geographische Lage und Verkehr

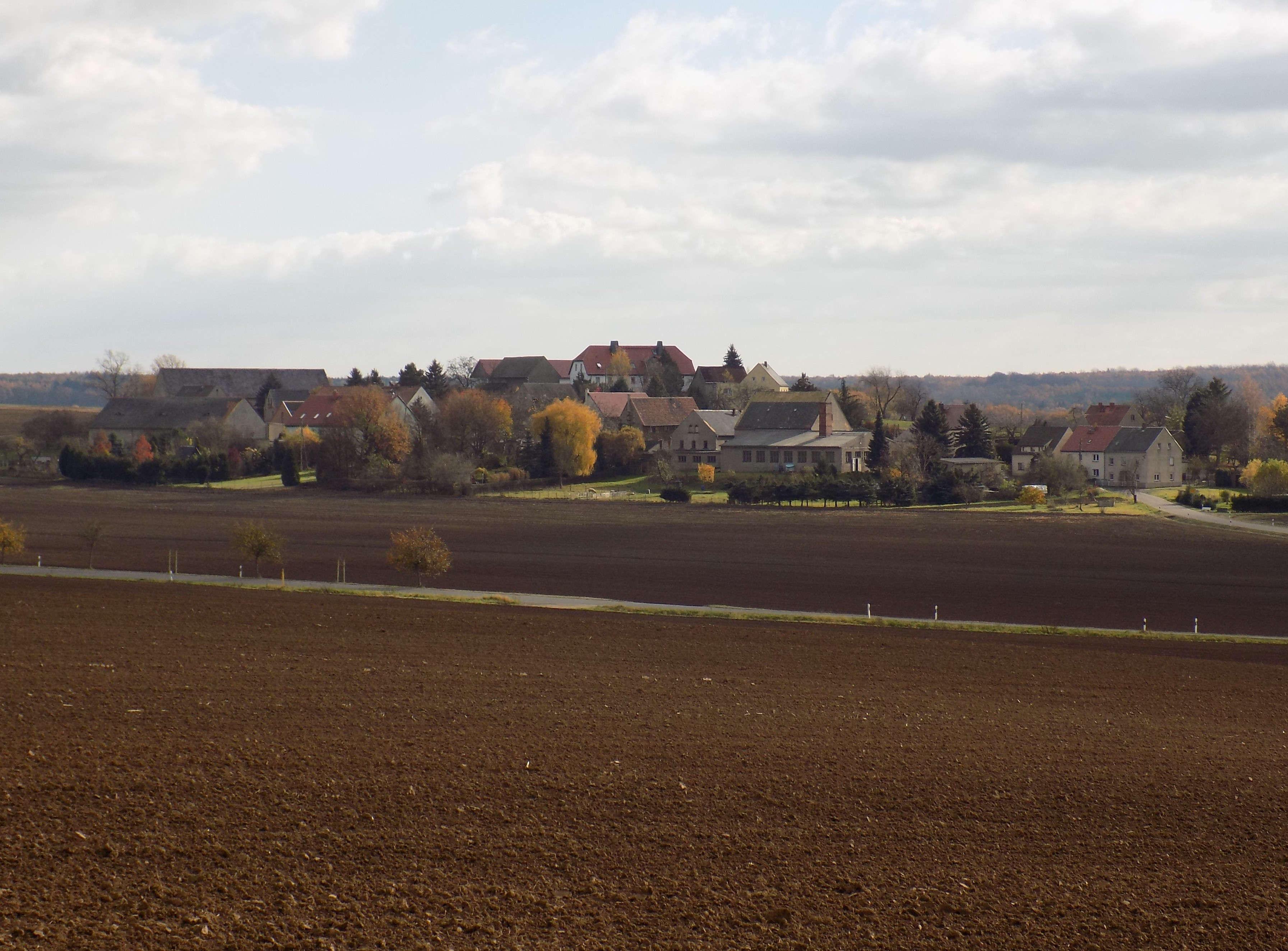
Naundorf von Schkortitz aus gesehen

Naundorf befindet sich südöstlich der Kernstadt von Grimma zwischen Leipnitz und Schkortitz. Westlich des Orts entspringt der Tannickenbach, der bei der Schiffmühle Höfgen in die Mulde mündet. Südlich von Naundorf befindet sich der Thümmlitzwald.

### Nachbarorte
| Schkortitz |                                             | Zeunitz    |
|            | Kompassrose, die auf Nachbargemeinden zeigt |            |
|            |                                             | Keiselwitz |

## Geschichte
Urkundlich wurde der Rundweiler Naundorf im Jahr 1257 das erste Mal als „Nuendorf prope Grimmis“ genannt. Weitere Nennungen waren:
- 1276: Nuwendorf
- 1478: Nawndorff
- 1497: zum Nawen Dorffe
- um 1535: Nauendorff
- 1875: Naundorf b. Grimma

Bezüglich der Grundherrschaft gehörte Naundorf um 1548 anteilig zur Pfarre Döben, zum Rittergut Zehmen und als Amtsdorf zum Erbamt Grimma. Von 1764 bis 1856 gehörte Naundorf vollständig als Amtsdorf zum kurfürstlich-sächsischen bzw. königlich-sächsischen Erbamt Grimma. Bei den im 19. Jahrhundert im Königreich Sachsen durchgeführten Verwaltungsreformen wurden die Ämter aufgelöst. Dadurch kam Naundorf im Jahr 1856 unter die Verwaltung des Gerichtsamts Grimma und 1875 an die neu gegründete Amtshauptmannschaft Grimma.
Am 1. Juli 1950 wurde Naundorf nach Schkortitz eingemeindet. Durch die zweite Kreisreform in der DDR im Jahr 1952 wurde Naundorf als Ortsteil der Gemeinde Schkortitz dem Kreis Grimma im Bezirk Leipzig angegliedert. Am 1. Juli 1973 erfolgte die Eingemeindung von Schkortitz mit seinem Ortsteil Naundorf nach Höfgen. Kirchlich gehört Naundorf seit jeher zu Höfgen. Als Teil der Gemeinde Höfgen kam Naundorf im Jahr 1990 zum sächsischen Landkreis Grimma, der 1994 im Muldentalkreis bzw. 2008 im Landkreis Leipzig aufging.
Seit der Eingemeindung der Gemeinde Höfgen nach Grimma am 1. Januar 1994 bildet Naundorf einen von vier Ortsteilen der Ortschaft Höfgen der Großen Kreisstadt Grimma.

### Entwicklung der Einwohnerzahl
| Jahr    | Einwohnerzahl                               |
| ------- | ------------------------------------------- |
| 1548/51 | 7 besessene Mann, 10 Inwohner, 10 1⁄2 Hufen |
| 1764    | 7 besessene Mann, 6 Häusler, 10 1⁄2 Hufen   |
| 1834    | 99                                          |

| Jahr | Einwohnerzahl |
| ---- | ------------- |
| 1871 | 143           |
| 1890 | 125           |
| 1910 | 118           |

| Jahr | Einwohnerzahl |
| ---- | ------------- |
| 1925 | 112           |
| 1939 | 120           |
| 1946 | 136           |

## Persönlichkeiten
- Ewald Weber (* 1876 in Naundorf; † 1944 in Leipzig), Veterinärmediziner und Hochschullehrer